# Classe Settembrini
La classe Settembrini di sommergibili italiani era costituita da due battelli costruiti per la Regia Marina (cui se ne aggiunsero tre per l'Argentina), progettati dall'ingegnere navale Virginio Cavallini.
Questa classe operò durante tutta la seconda guerra mondiale, anche dopo l'armistizio.

## Caratteristiche
Appartenevano alla tipologia «Cavallini». Derivati dalla classe Mameli, avevano maggiori velocità ed autonomia ed un armamento. In una lunga crociera svoltasi in Mar Rosso nel 1933 si dimostrarono adatti ad operare anche in acque di mari caldi.

## Unità
Le unità della classe erano le seguenti:

### Luigi Settembrini
Il Luigi Settembrini (dal nome del patriota e scrittore risorgimentale) fu inviato in Spagna al fianco dei franchisti e il 3 settembre 1937 affondò, sotto il comando del tenente di vascello Peppino Manca, il mercantile sovietico Blagoev.
Durante la seconda guerra mondiale effettuò numerose missioni senza riportare affondamenti. Dopo l'armistizio fu inviato negli Stati Uniti ma, durante il trasferimento si scontrò accidentalmente con il cacciatorpediniere Frament della marina degli Stati Uniti, affondando. Solo otto uomini furono recuperati.

### Ruggiero Settimo
Dopo la partecipazione alla Guerra civile spagnola, senza affondamenti registrati, fu utilizzato intensamente in Mediterraneo sempre senza riportare affondamenti. Durante il marzo del 1943 fu inviato a Pola presso la scuola Sommergibili. Fu radiato il 1º febbraio 1948.

### I tre sommergibili per la Marina argentina
Molto simili alla classe Settembrini furono i tre sommergibili Salta, Santa Fé e Santiago del Estero, costruiti per la Marina argentina; furono disarmati fra il 1957 ed il 1960.